# 中華台北U18男子籃球代表隊
中華台北U18男子籃球代表隊，由中華民國籃球協會負責遴選組隊，代表中華民國（台灣）參加二年一度的亞洲U18青年籃球錦標賽。
包含被取消會籍以前，台灣一共拿下兩次亞軍，三次冠軍。

## 知名球員
- 1986

鄭志龍、李雲光、朱志清
- 1989

鄭志龍、周俊三、李雲光、羅興樑、朱志清
- 1990

羅興樑、黃春雄、李雲翔
- 1992

賴國弘、許智超
- 1995

顏行書、陳志忠、陳建州
- 1996

楊哲宜、尚韋帆
- 1998

陳信安、張智峰
- 2000

曾文鼎、吳岱豪、田壘、林志傑
- 2002

曾文鼎、吳岱豪、李至明（現改名為李學林）
- 2004

林宜輝、呂政儒、亞青四少簡嘉宏、蘇翊傑、鄭人維、左從凱
- 2006

張宗憲、周柏臣
- 2008

周柏臣、鍾秀鼐
- 2010

胡瓏貿、陳盈駿、洪康喬
- 2012，執行教練顏行書（準國體教練，因無A級教練證照，改掛執行教練）

范士恩、林冠均
- 2014

孫思堯、杜思汗
- 2016

高國豪 、簡廷兆、曾祥鈞
- 2018

：魏嘉豪、林正、譚傑龍、丁冠皓

## 完整名單

### 1998
球員：哈孝遠(再興高中)、陳炳煌、李豐永(屏東高中)、林哲維(苗栗高商)、林亦志(屏東高中)、陳信安(松山高中)、楊世豪(屏東高中)、張智峰(屏東高中)、花金國(再興高中)、林哲立(再興高中)、范耿祥(新榮高中)、黃河城(屏東高中)

### 2006
總教練：田本玉
助理教練：謝玉娟、黃義翔
球員：彭俊諺(南山高中)、吳敏賢(南山高中)、羅鈺群(新榮高中)、胡喻証(新榮高中)、吳宏興(新榮高中)、蔡峻銘(新榮高中)、張宗憲(新榮高中)、謝鎮陽(強恕高中)、楊政倫(能仁家商)、吳建龍(能仁家商)、林義富(高苑工商)、陳耀庭(三民家商)

### 2008
總教練：楊宜峰
助理教練：謝玉娟、葉安展
球員：周柏臣(松山高中)、林韋翰(松山高中)、施晉堯(松山高中)、張伯維(松山高中)、林永浩(三民家商)、崔國增(三民家商)、賴國維(南山高中)、林力仁(南山高中)、李家慶(南山高中)、李德威(能仁家商)、李明暉(能仁家商)、鍾秀鼐(能仁家商)

### 2010
總教練：黃萬隆
助理教練：樓曉民、顏行書
球員：陳盈駿(能仁家商)、簡肇熠(松山高中)、黃柏偉(松山高中)、柯旻豪(高苑工商)、余純安(松山高中)、簡偉儒(南山高中)、鄭鐵(松山高中)、胡瓏貿(松山高中)、李家慶(南山高中)、洪康喬(松山高中)]、陳冠全(南山高中)、陳兆豪(高苑工商)。

### 2012
總教練：楊宜峰(A級教練掛名)
助理教練：顏行書、許時清
球員：呂宗霖(能仁家商)、吳家駿(南山高中)、邱日誠(南山高中)、盧冠軒(南山高中)、林冠均(能仁家商)、羅育紘(基隆商工)、李宇偉(新榮高中)、鄭騏寬(松山高中)、黃泓瀚(能仁家商)、黃聰翰(南山高中)、陳柏良(三民家商)、勤明慶(強恕中學)、范士恩(松山高中)、李家瑞(基隆商工)

### 2014
教練團與領隊：林育正（總教練）、楊宜峰、劉孟竹（領隊）
球員：賴英傑(能仁家商)、陳柏宏(能仁家商)、李冠毅(能仁家商)、林明毅(南湖高中)、曾柏喻(南湖高中)、葛彥辰(南山高中)、孫永成(南山高中)、林威志(松山高中)、孫思堯(松山高中)、曾品富(強恕高中)、張瑋帆(屏東高中)、杜思汗(新榮高中)

### 2018
總教練：黃萬隆
助理教練：楊政倫、許皓程
防護員：何佳洛
球員：林勵、馬建豪、林彥廷、高錦瑋、譚傑龍、丁冠皓、陳范柏彥、李允傑、章富溢、劉彥廷、林正、魏嘉豪

### 2022
總教練：吳俊雄
助理教練：陳定杰、許澤鑫
體能教練：吳俊穎
防護員：簡韶甫
球員：葉惟捷、徐得祈、史魯齊、林子皓、邱翊安、張俊生、鄭名斈、謝銘駿、郭俊言、陳軒、潘柏彥、傅友

### 2024
總教練：楊宜峰
助理教練：陳柏廷、李宇偉
體能教練：張任杰
防護員：歐陽廷威、王世霆
球員：
謝昀達、莊政隆、謝旻耕、邱繼揚、查傑、黃瀚陞、張鈞淮、陳均維、劉耕灝、張奇恩、傅雋堯、沈宥均。

## 歷年成績

### 中華民國時期
- 1970年亞洲U18青年籃球錦標賽：第4名
- 1972年亞洲U18青年籃球錦標賽：第2名
- 1974年亞洲U18青年籃球錦標賽：第3名

### 中華台北時期
- 1986年亞洲U18青年籃球錦標賽：第3名(因菲律賓放棄，遞補闖進u19世青賽)
- 1989年亞洲U18青年籃球錦標賽：第2名
- 1995年亞洲U18青年籃球錦標賽：第5名
- 1996年亞洲U18青年籃球錦標賽：第5名
- 1998年亞洲U18青年籃球錦標賽：第4名
- 2000年亞洲U18青年籃球錦標賽：第3名
- 2002年亞洲U18青年籃球錦標賽：第6名
- 2004年亞洲U18青年籃球錦標賽：第5名
- 2006年亞洲U18青年籃球錦標賽：第4名
- 2008年亞洲U18青年籃球錦標賽：第9名
- 2010年亞洲U18青年籃球錦標賽：第3名(闖進u19世青賽)
- 2012年亞洲U18青年籃球錦標賽：第5名
- 2014年亞洲U18青年籃球錦標賽：第4名
- 2016年亞洲U18青年籃球錦標賽：第6名
- 2018年亞洲U18青年籃球錦標賽：第9名
- 2022年亞洲U18青年籃球錦標賽：第7名

## 外部連結
- 中華籃協